# Santa Cruz de Salinas (kommun)
Santa Cruz de Salinas är en kommun i Brasilien.   Den ligger i delstaten Minas Gerais, i den östra delen av landet, 700 km öster om huvudstaden Brasília. Antalet invånare är 4 397.
Följande samhällen finns i Santa Cruz de Salinas:
- Santa Cruz de Salinas

Omgivningarna runt Santa Cruz de Salinas är huvudsakligen savann. Runt Santa Cruz de Salinas är det glesbefolkat, med 8 invånare per kvadratkilometer.